# Indice de Theil
L’indice de Theil est un indice de mesure d'inégalité fondé sur l'entropie de Shannon :
- un indice de 0 indique une égalité absolue ;
- un indice de 0,5 indique une inégalité représentée par une société où 74 % des individus ont 26 % des ressources et 26 % des individus ont 74 % des ressources ;
- un indice de 1 indique une inégalité représentée par une société où 82,4 % des individus ont 17,6 % des ressources et 17,6 % des individus ont 82,4 % des ressources[1].

## Formule
Formule pour l'indice de Theil {\displaystyle \displaystyle {}T} :
- {\displaystyle N} : nombre des quantiles,
- {\displaystyle E_{i}} : ressources pour le quantile i,
- {\displaystyle A_{i}} : effectif dans le quantile i,

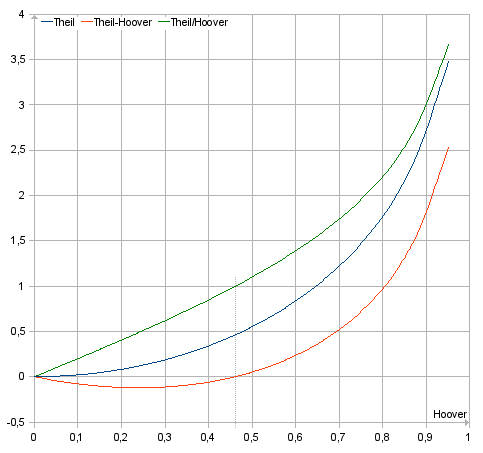
Illustration de la relation entre l'indice de Theil T et l'indice de Hoover H (différence T-H et quotient T/H) pour des sociétés divisées en deux quantiles, ou A % des peuples ont B % des ressources et B % des peuples ont A % de toutes les ressources. A+B=100 %. Pour de telles sociétés, l'indice de Hoover et le coefficient de Gini sont les mêmes mesures.

- {\displaystyle E_{\mathrm {total} }} : ressources pour tous les quantiles dans une société (une nation, etc.),
- {\displaystyle A_{\mathrm {total} }} : effectif de la société (de la nation, etc.).

{\displaystyle T_{T}=\ln {\frac {{A}_{\mathrm {total} }}{{E}_{\mathrm {total} }}}-{\frac {\sum _{i=1}^{N}{{E}_{i}}\ln {\frac {{A}_{i}}{{E}_{i}}}}{{E}_{\mathrm {total} }}}}

En cas de {\displaystyle {{E}'_{i}}=E_{i}/E_{\text{total}}} et {\displaystyle {{A}'_{i}}=A_{i}/A_{\text{total}}}:

{\displaystyle \color {Gray}T_{T}=0-{\frac {\sum _{i=1}^{N}{{E}'_{i}}\ln {\frac {{A}'_{i}}{{E}'_{i}}}}{1}}=\sum _{i=1}^{N}{{E}'_{i}}\ln {\frac {{E}'_{i}}{{A}'_{i}}}}
C'est l'inégalité par référence aux ressources. La partie à gauche est l'entropie maximale (aussi par référence aux ressources) d'une société sans inégalité distributive. La partie à droite est l'entropie réelle de la société, causée par l'inégalité distributive de cette société. Par référence à la théorie de l'information, une telle différence est la redondance.

L'inégalité par référence à la population :
{\displaystyle T_{L}=\ln {\frac {{E}_{\mathrm {total} }}{{A}_{\mathrm {total} }}}-{\frac {\sum _{i=1}^{N}{{A}_{i}}\ln {\frac {{E}_{i}}{{A}_{i}}}}{{A}_{\mathrm {total} }}}}

En cas de {\displaystyle {{E}'_{i}}=E_{i}/E_{\text{total}}} et {\displaystyle {{A}'_{i}}=A_{i}/A_{\text{total}}}:

{\displaystyle \color {Gray}T_{L}=0-{\frac {\sum _{i=1}^{N}{{A}'_{i}}\ln {\frac {{E}'_{i}}{{A}'_{i}}}}{1}}=\sum _{i=1}^{N}{{A}'_{i}}\ln {\frac {{A}'_{i}}{{E}'_{i}}}}
L'opération pour normaliser les indices de Theil est {\displaystyle \displaystyle 1-e^{-T}}

## L'indice de Theil et indice de Hoover
La moyenne de ces deux formules est un indice symétrique :
{\displaystyle T_{s}={\frac {1}{2}}\sum _{i=1}^{N}\color {Blue}\ln {\frac {E_{i}}{A_{i}}}\left(\color {Black}{\frac {{E}_{i}}{E_{\text{total}}}}-{\frac {A_{i}}{A_{\text{total}}}}\color {Blue}\right)\color {Black}}

La moyenne est très convenable par comparaison avec le plus simple des indices d'inégalité : l'indice de Hoover. La différence est indiquée par la couleur bleue.
{\displaystyle H={\frac {1}{2}}\sum _{i=1}^{N}\color {Blue}\left|\color {Black}{\frac {E_{i}}{E_{\text{total}}}}-{\frac {A_{i}}{A_{\text{total}}}}\color {Blue}\right|\color {Black}}

## Décomposition
Si pour les sous-groupes {\displaystyle k} les sous-indices de Theil sont connus :
{\displaystyle T_{T}=\ln {\frac {{A}_{\mathrm {total} }}{{E}_{\mathrm {total} }}}-{\frac {\sum _{i=1}^{N}{{E}_{i}}\left(\ln {\frac {{A}_{i}}{{E}_{i}}}-T_{T_{i}}\right)}{{E}_{\mathrm {total} }}}}

{\displaystyle T_{L}=\ln {\frac {{E}_{\mathrm {total} }}{{A}_{\mathrm {total} }}}-{\frac {\sum _{i=1}^{N}{{A}_{i}}\left(\ln {\frac {{E}_{i}}{{A}_{i}}}-T_{L_{i}}\right)}{{A}_{\mathrm {total} }}}}

{\displaystyle T_{s}={\frac {1}{2}}\sum _{i=1}^{N}\ln {\frac {E_{i}}{A_{i}}}\left({\frac {{E}_{i}}{E_{\text{total}}}}-{\frac {A_{i}}{A_{\text{total}}}}\right)+{\frac {{E}_{i}}{E_{\text{total}}}}T_{T_{i}}+{\frac {{A}_{i}}{A_{\text{total}}}}T_{L_{i}}}

## Fonction de bien-être
Il est possible de calculer la fonction de bien-être (welfare function) proposée par Amartya Sen et James A. Foster (1996) par cette formule :
{\displaystyle {W_{\text{Theil-L}}={\overline {revenu}}\cdot \mathrm {e} ^{-T_{L}}={\frac {E_{\mathrm {total} }}{A_{\mathrm {total} }}}{\text{ }}\mathrm {e} ^{-T_{L}}=\mathrm {e} ^{\frac {\sum _{i=1}^{N}{{A}_{i}}\left(\ln {\frac {{E}_{i}}{{A}_{i}}}-T_{L_{i}}\right)}{{A}_{\mathrm {total} }}}=\prod _{i=1}^{N}\left({\frac {{E}_{i}}{{A}_{i}}}\ \mathrm {e} ^{-T_{L_{i}}}\right)^{\frac {{A}_{i}}{{A}_{\mathrm {total} }}}}}
Le revenu moyen d'une personne dans une société dont les revenus sont inégaux ne décrit pas le revenu {\displaystyle E_{i}} de la majorité des citoyens. La fonction de bien-être peut remplacer la médiane. La valeur de la fonction de bien-être est toujours plus petite que le revenu moyen.
Si on prend un € du revenu total de cette société, cet € sera part d'un revenu {\displaystyle E_{i}} plus grand que le revenu moyen :
{\displaystyle {W_{\text{Theil-T}}^{-1}={\overline {revenu}}\cdot \mathrm {e} ^{T_{T}}={\frac {E_{\mathrm {total} }}{A_{\mathrm {total} }}}{\text{ }}\mathrm {e} ^{T_{T}}=\mathrm {e} ^{\frac {\sum _{i=1}^{N}{{E}_{i}}\left(\ln {\frac {{E}_{i}}{{A}_{i}}}+T_{T_{i}}\right)}{{E}_{\mathrm {total} }}}=\prod _{i=1}^{N}\left({\frac {{E}_{i}}{{A}_{i}}}{\text{ }}\mathrm {e} ^{T_{T_{i}}}\right)^{\frac {{E}_{i}}{{E}_{\mathrm {total} }}}}}

## Littérature
- (en) Amiel, Y.: Thinking about inequality, Cambridge 1999.
- (en) Cowell, Frank A. (2002, 2003): Theil, Inequality and the Structure of Income Distribution, London School of Economics and Political Sciences (sur la classe des indices de Kolm)
- (en) Sen, Amartya: On Economic Inequality (Enlarged Edition with a substantial annexe “On Economic Inequality” after a Quarter Century with James Foster), Oxford 1997,  (ISBN 0-19-828193-5)
- (en) Tsui, Kai-Yuen (1995): Multidimensional Generalizations of the Relative and Absolute Inequality Indices: The Atkinson-Kolm-Sen Approach. Journal of Economic Theory 67, 251-265.